# Робертсон, Алекс (шотландский футболист)
Алекса́ндер Ро́бертсон (англ. Alexander Robertson), более известный как А́лекс Ро́бертсон — шотландский футболист, выступавший на позиции крайнего хавбека.

## Футбольная карьера
Начал карьеру в шотландском клубе «Фейр Сити».
В 1897 году перешёл в «Хиберниан». В 1902 году выиграл Кубок Шотландии, а в сезоне 1902/03 стал чемпионом Шотландии. Провёл за клуб 124 матча и забил 5 голов.
В мае 1903 года перешёл в «Манчестер Юнайтед». Дебютировал за «Манчестер Юнайтед» 5 сентября 1903 года в матче Второго дивизиона против «Бристоль Сити» (в том матче в составе «Юнайтед» дебютировали сразу три игрока с фамилией Робертсон: Алекс, Томми и Сэнди). Выступал за «Манчестер Юнайтед» на протяжении двух сезонов, сыграв 34 матча и забив 10 голов. По окончании сезона 1906/07 перешёл в клуб «Брэдфорд Парк Авеню».